# Bosc de Peguera
El Bosc de Peguera és un bosc del terme municipal de Sarroca de Bellera, dins de l'antic terme de Benés, de l'Alta Ribagorça.
Està situat al sud-est dels pobles de Manyanet i el Mesull, a la riba esquerra del riu de Manyanet. És en el vessant occidental de la Serra de la Pala i de Plandestàs.